# 世界馬拉松大滿貫
世界馬拉松大滿貫（英語：World Marathon Majors）是世界頂級馬拉松巡迴賽，自2006年設立，被认为是最高级别的马拉松比赛。世界馬拉松大滿貫包含7个年度城市马拉松赛：波士頓馬拉松、倫敦馬拉松、柏林馬拉松、芝加哥馬拉松、紐約馬拉松、東京馬拉松，悉尼马拉松，候选赛事包括上海马拉松和开普敦马拉松。
此外世界马拉松大满贯也承认大型全球锦标赛马拉松的成绩，如两年一次的世界田径锦标赛馬拉松和四年一次的夏季奥林匹克运动会马拉松比赛，但六星跑者仅包括参加了所有最初六项赛事的跑者，他们将会获得一枚六星奖牌（重复跑同一个赛事仅累积1颗星星），并会被列入六星名人堂。如果上海和开普敦能顺利成为正式赛事，将推出一种新的九星徽章。
世界馬拉松大滿貫的一个赛季包括两个年度。每个赛季的第二年同时也是下一个赛季的第一年。例如第九届大满贯于2015年2月的2015年东京马拉松赛开始，到2016年2月的2016年东京马拉松赛结束。 第十届从2016年波士顿马拉松开始，到2017年波士顿马拉松结束。第十一届从2017年伦敦马拉松开始，到2018年伦敦马拉松结束。
赛事于2015年开始由雅培实验室冠名赞助。2017年4月26日，中国民营企业集团之一万达集团宣布与组委会建立为期十年的战略合作伙伴关系，旨在推动全球马拉松赛事的持续增长和发展。
从第十届世界马拉松大满贯（2016年波士顿马拉松）开始增加了男子和女子轮椅比赛。
在前世界大满贯系列赛结束时，男女最佳运动员各赢得50万美元，总奖金达100万美元。从第十一届开始对奖金结构进行了修改，男女第一名的奖金变为250,000美元，第二名的奖金为50,000美元，第三名的奖金为25,000美元。轮椅组的男女奖金分别为50,000美元（第一）、25,000美元（第二）和10,000 美元（第三）。